# Thunder (band)

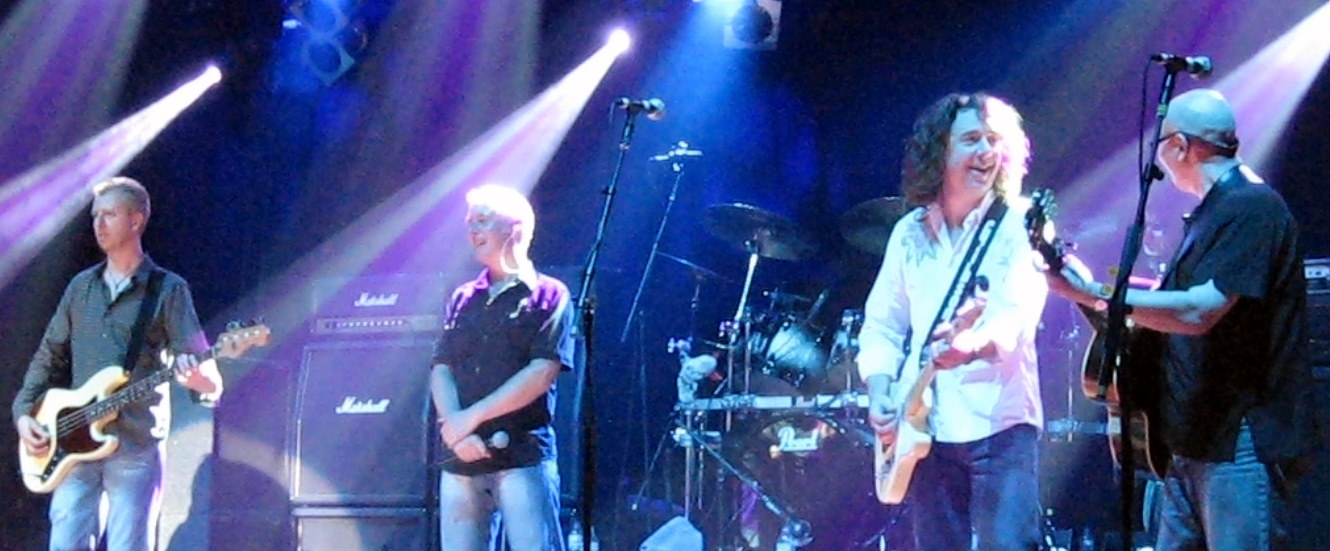
Thunder in 2006

Thunder is een Engelse rockband. Ze spelen een mix van bluesrock en hardrock.

## Geschiedenis
Thunder is voortgekomen uit de Londense rockband Terraplane. Toen Terraplane door hun platenmaatschappij in een meer soulachtige richting werd gestuurd, hieven de leden de band op en begonnen ze in 1989 de nieuwe band Thunder.
Zanger Danny Bowes en gitarist Luke Morley, die het grootste deel van het schrijven voor zijn rekening neemt, kenden elkaar al sinds hun elfde en speelden al samen in bandjes op hun vijftiende. Beiden wisten precies wat ze wilden toen ze aan demo's begonnen.
Met hun Terraplane-collega Gary 'Harry' James op de drumstoel, werd dit trio snel gecompleteerd door bassist Mark 'Snake' Luckhurst en gitarist-keyboardspeler Ben Matthews. Na de demo in 1989, met Duran Duran-gitarist Andy Taylor als producer, tekenden ze bij EMI en begonnen ze te schrijven aan hun eerste album, Backstreet Symphony, geproduceerd door Mike Fraser (Bryan Adams, Aerosmith e.a.).
Na het uitkomen van dit succesvolle album, dat binnenkwam op nummer 21 in de UK Albums Chart, trad Thunder onder andere twee keer op in de Birminghamse NEC Arena, als voorprogramma van Aerosmith.
Met deze optredens nam hun populariteit verder toe. In 1990 mochten zij dan ook op het prestigieuze Monsters of Rock-festival in Donnington Park spelen.
De Britse rockbladen Kerrang!, Metal Hammer en Raw verkozen Thunder als beste nieuwe band van het jaar. Al snel was Thunder verworden tot een van de bekendste en populairste bands in de Britse rockwereld.
Ze toerden door Scandinavië en Zuid-Amerika en stonden met ZZ Top op de planken in de Milton Keynes Bowl, een bekend openluchtconcertterrein met een capaciteit van 65.000 bezoekers. Ook maakten ze in deze tijd een tournee in samenwerking met Extreme, stonden ze op nieuwjaarsdag met Metallica, Europe en Tesla in Tokio en kwamen ze weer naar Donnington als gast van Iron Maiden.
Het volgende album, Laughing on Judgement Day, verscheen in augustus 1992. In deze tijd begon de grunge aan populariteit te winnen en brak ook een onstuimige periode in Thunders bestaan aan.
De band was bezig aan een tournee toen gitarist Snake na optredens in Japan, eind 1992, uit de band stapte en werd opgevolgd door de Zweed Mikael Höglund, oud-lid van Great King Rat. Ook deden in deze tijd geruchten de ronde dat Whitesnake-zanger David Coverdale Luke Morley probeerde te krijgen.
Met de Zweed als nieuw bandlid toerde Thunder begin 1993 door Canada en kwamen ze naar Europa om op te treden in het hoofdprogramma van verschillende concerten. Met Def Leppard speelden ze in het Don Valley Stadium in Sheffield. Het zou nog twee jaar duren voor het derde album zou verschijnen.
Dit derde album, Behind Closed Doors, geproduceerd door Mike Fraser, kwam uit in januari 1995 en was het laatste album dat de groep voor EMI maakte. De gehele zomer toerde Thunder door Europa en speelden ze met Bon Jovi en het Nederlands-Amerikaanse Van Halen in Cardiff Arms Park, Wembley Stadium en het Feijenoordstadion, alvorens zij nogmaals naar Japan gingen.
Ondanks hun succes had de groep het niet gemakkelijk, omdat in die tijd de populairste stroming de grunge was geworden, een genre waar een optimistische band als Thunder niet in paste.
Thunder hield echter vol, en ondanks het vertrek van Mikael Höglund, die in verband met familieomstandigheden moest vertrekken, werd het volgende album opgenomen. Höglunds vervanger was bassist Chris Childs, voormalig lid van Then Jerico. De opnamen en uitgave werden nu verzorgd door het nieuwe label Castle en in februari 1997 kwam The Thrill of It All uit.
Hierop volgde een Europese tournee en ook een optreden met Kiss in het Londense Finsbury Park.
In februari 1998 kwam het eerste livealbum uit, simpelweg Live genoemd. De band toerde door het Verenigde Koninkrijk en was druk in de weer voor liefdadigheidsorganisaties. Zo zijn ze onder andere gaan abseilen, de Tyne Bridge in Newcastle, voor de British Lung Foundation. Hier deed alleen Morley niet mee in verband met zijn hoogtevrees, en ook deden Bowes en Matthews een vrije-val parachutesprong.
Echter, acht maanden na het verschijnen van het wat rustigere Giving the Game Away in 1998, gaven de leden van Thunder te kennen dat de band ermee ophield. Dit vanwege externe zakenproblemen. Er volgde een afscheidstournee, met als hoogtepunt de laatste twee shows in Dingwalls, Camden op 4 en 5 mei 2000. Later zou zanger Bowes aangeven dat ze gefrustreerd waren dat hun label te snel tevreden was, “Our label seemed content to sell reasonable numbers of records then shut up shop and count the money.”. Hij miste de vooruitgang, “In the end I told the band I wanted to stop, and I suggested they get another singer. They didn’t want to continue without me, so, with heavy hearts, we announced the split”.
Ieder ging zijn eigen weg, Bowes was actief als manager, labelconsultant en producer. Morley nam in een soloalbum op, El Gringo Retro, Matthews werkte net als vroeger als recording engineer, James speelde bij Magnum en Childs deed sessiewerk. Morley en Bowes werd aangeboden een nieuw soort album te maken en vormden samen Bowes & Morley, waarin ze twee albums maakten, Mo’s barbecue en Moving Swiftly Along.
In 2002 maakte Thunder echter een comeback. Zanger Danny Bowes kwam op het idee van een Monsters of Rock-tournee, iets wat al een tijd niet georganiseerd was. Zelf was hij van plan om achter de schermen eraan mee te werken. Echter, bij Clear Channel, de Amerikaanse mediagigant waar hij met zijn idee naartoe was gegaan, zagen ze echter liever dat hij Thunder bijeen probeerde te krijgen omdat ze ervan overtuigd waren dat dit de ticketverkoop zou stimuleren.
Toen Bowes dit voorstelde aan zijn oude bandleden waren ze laaiend enthousiast en werd er meteen aan een nieuw album gedacht. Dit leek de zanger echter wat te snel en daarom werd besloten dat er eerst een ep werd uitgebracht, Back for the Crack. Er volgden aanbiedingen van labels maar de bandleden hadden samen zoveel ervaring dat ze zelf een label oprichtte, STC Recordings. Iets wat hun door de vooruitgang in techniek en de komst van het internet iets werd vergemakkelijkt. Ze wilden echter eerst een goede, actieve distributeur vinden voor ze een nieuw volledig album uitbrachten. Hier zouden ze later Universal voor kiezen.
Omdat ze altijd bevriend waren gebleven, besloten ze aan de tournee deel te nemen. Zoals gitarist Morley later zou zeggen, “We felt that at the very least we'd have a laugh and enjoy ourselves. After that we'd have to see if there was any goodwill out there for us”. De fanschare was Thunder echter nog lang niet vergeten en de ep en het daaropvolgende album Shooting at the Sun verkochten bijzonder goed.
Het tweede album wat ze zelf uitbrachten was The Magnificent Seventh, waar onder andere de single I Love You More Than Rock and Roll op staat.
En ander teken dat Thunder weer helemaal terug is is de lijst van optredens, zo hebben zij vorig jaar nog in de Amsterdamse Melkweg gestaan, stonden ze op het Monsters Of Rock festival met Deep Purple, Alice Cooper, Journey, Queensrÿche, Ted Nugent en Roadstar en ook waren ze voor het eerst sinds Backstreet Symphony weer headliner in de Hammersmith Apollo. Dit jaar staat onder andere het festival Bang Your Head in de planning.
Op 30 oktober 2006 kwam het nieuwste album Robert Johnson's Tombstone uit. Net als vorige albums is het een bluesrockalbum geworden met dikke riffs en melodieuze refreinen. Het album is geschreven en geproduceerd door gitarist Luke Morley, gitarist-toetsenist Ben Matthews is verantwoordelijk voor de engineering en de mixing. Zanger Danny Bowes houdt zich bezig met de “world domination” van hun label (STC Recordings) zoals zij zelf zeggen, bassist Chris Childs zet zich voor het label op andere vlakken in.
Eerder in 2006 uitgekomen is hun vierde, zelfgefinancierde dvd, getiteld Thunder Go Mad in Japan, gefilmd tijdens de tournee door Japan in februari 2006. De eerste dvd bevat een documentaire over de reis en de tweede een twee uur durende show.

## Bandleden
Huidige bezetting:
- Danny Bowes (zang)
- Luke Morley (gitaar)
- Ben Matthews (gitaar & keyboard)
- Chris Childs (basgitaar)
- Gary 'Harry' James (drums)

Voormalige bandleden:
- Mark ‘Snake’ Luckhurst (bas)
- Mikael Höglund (bas)

## Discografie

### Studioalbums
- Backstreet Symphony (EMI, 1990)
- Laughing on Judgement Day (EMI, 1992)
- Behind Closed Doors (EMI, 1995)
- The Thrill of It All (B Lucky, 1996)
- Giving the Game Away (Eagle, 1999)
- Shooting at the Sun (STC Recordings, 2003)
- The Magnificent Seventh (STC Recordings, 2005)
- Robert Johnson's Tombstone (STC Recordings, 2006)
- Bang! (STC Recordings, 2008)
- Wonder Days (earMUSIC, 2015)

### Livealbums
- Live Circuit (EMI, 1995)
- Live (Eagle, 1998)
- Open the Window, Close the Door - Live in Japan (JVC, 2000, Japan)

### Compilaties
- Their Finest Hour (and a Bit) (EMI, 1995)
- The Best of Thunder (EMI, 1998, Japan)
- The Rare, the Raw, and the Rest (EMI, 1999)
- Gimme Some... (EMI, 2000)
- Rock Champions (EMI, 2001)
- Symphony and Stage (Snapper Records, 2002)
- Ballads (EMI, 2003)
- The Best of Thunder Live (Armoury Recordings, 2004)
- The Very Best of Thunder (STC Recordings, 2009)
- The EP Sessions 2007-2008 (AOR Heaven, 2009)